# 拉维勒泰勒
拉维勒泰勒（法語：La Villetelle，法語發音：[la viltɛl]）是法国克勒兹省的一个市镇，属于欧比松区。

## 地理
拉维勒泰勒（45°55'8"N, 2°20'28"E）面积16.14 平方千米，位于法国新阿基坦大区克勒兹省，该省份为法国中部省份，位于法國中央高原西北部，北起安德尔省和谢尔省，西接维埃纳省，南至科雷兹省，东临多姆山省，东北与阿列省接壤。
与拉维勒泰勒接壤的市镇（或旧市镇、城区）包括：吕佩尔萨、莫特、圣阿维德塔尔代、克罗附近圣奥拉杜、圣帕尔杜达尔内、圣西尔万贝勒加德。

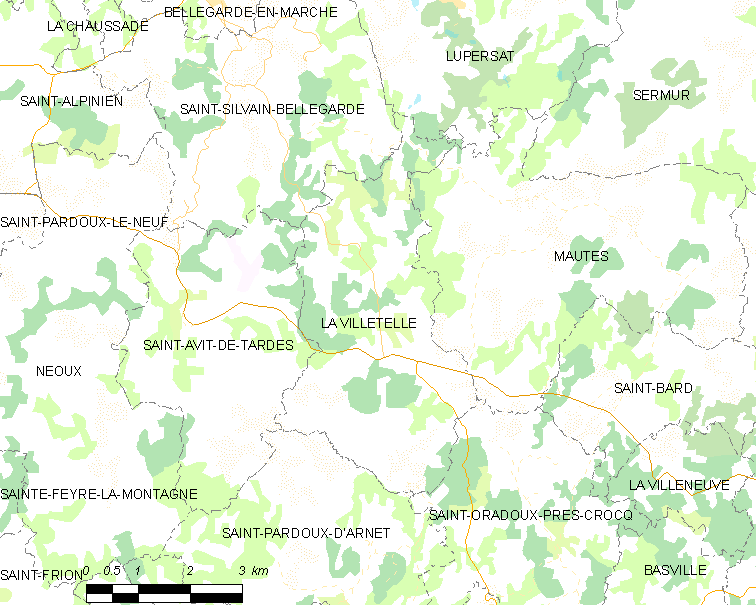
拉维勒泰勒的OSM定位图

拉维勒泰勒的时区为UTC+01:00、UTC+02:00（夏令时）。

## 行政
拉维勒泰勒的邮政编码为23260，INSEE市镇编码为23266。

## 政治
拉维勒泰勒所属的省级选区为欧藏斯县。

## 人口

1962-2008年间拉维勒泰勒人口变化图示

拉维勒泰勒于2022年1月1日时的人口数量为166人。